# Церковь Санта-Лючия-дель-Гонфалоне
Церковь Санта-Лючия-дель-Гонфалоне (итал. La chiesa di Santa Lucia del Gonfalone — церковь Знамени (Хоругви) Святой Лючии) — католическая церковь в Риме, расположенная в районе Регола, на улице Виа-деи-Банки-Векки.

## История
В XIV веке церковь называлась «Новой» (Santa Lucia Nuova), о чём свидетельствуют некоторые документы 1352 и 1371 годов, чтобы отличать её от «Старой церкви Святой Лючии» (Santa Lucia Vecchia), располагавшейся недалеко от Тибра (позднее она была снесена). Это название было эвфемизмом прозаического народного: «Святой Лючии на рыбном рынке» (Santa Lucia in Pescivoli). Историк M. Армеллини полагал, что церковь может быть датирована концом XIII — началом XIV века. Храм был перестроен в 1511 году и передан «Архибратству Знамени» (Arciconfraternita del Gonfalone).

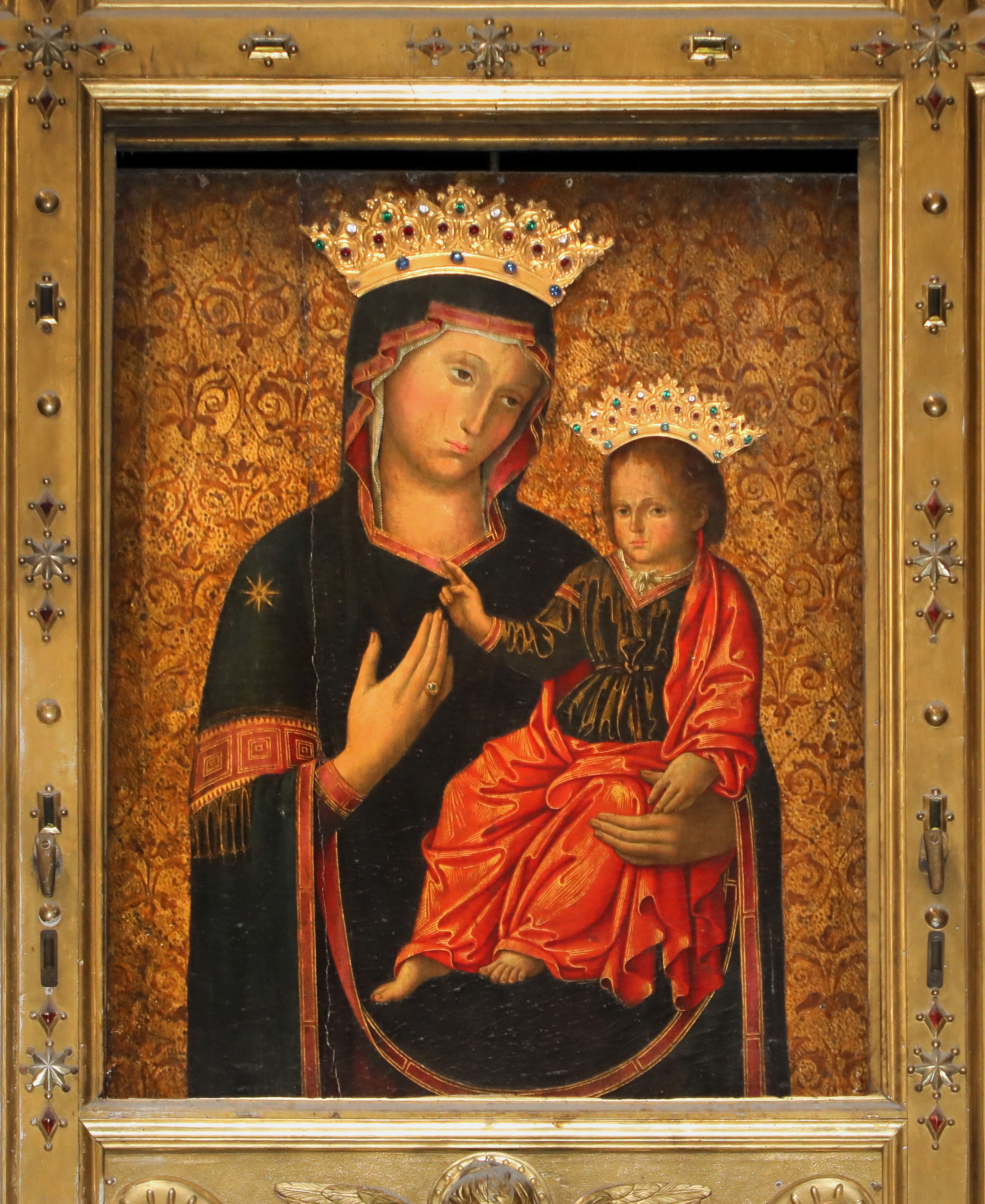
Мадонна дель Гонфалоне

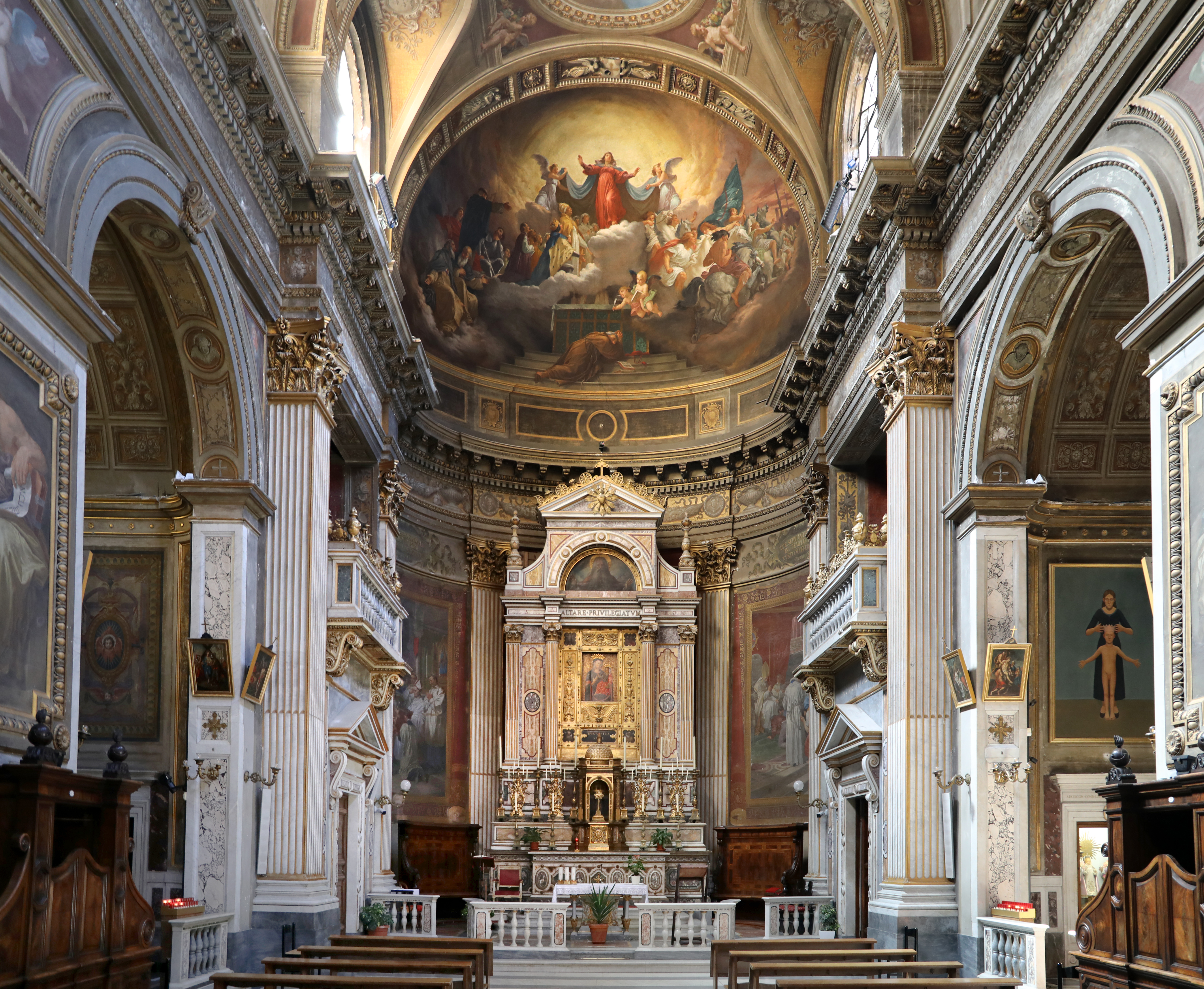
Интерьер

«Архибратство Знамени» представляло собой единение «белых кающихся» (из-за цвета их одежд) с резиденцией в церкви. Ассоциация была основана в 1264 году в Риме. Святой Бонавентура, в то время генеральный инквизитор Святой Канцелярии, предписывал правила и белую одежду. Название появилось из-за знамени, которое кающиеся несли в процессиях. В 1486 году братство переехало из Старой церкви Святой Лючии в Реголу, которая, находясь недалеко от Тибра, подвергалась наводнению. Последующие понтифики предоставили этому братству множество привилегий и церквей. В обязанности членов братства входило заботиться о больных, хоронить умерших, оказывать медицинскую помощь тем, кто не мог себе этого позволить, и давать приданое бедным девушкам. В 1526 году Папа Климент VII наградил братство Золотой розой. В 1550 году папа Юлий III предоставил братству прерогативу ежегодно миловать одного осужденного. В 1890 году братство было распущено. В 1905 году церковь вместе с небольшим монастырем была продана Конгрегации миссионерских сыновей Непорочного Сердца Пресвятой Девы Марии. Клаританцы сделали монастырь провинциальной резиденцией общины.
Церковь Санта-Лючия подвергалась реставрациям: в 1603 году, в 1764 году Марко Давидом и в 1866 году. Именно в этот последний раз Франческо Адзурри заново оформил интерьер.

## Архитектура
Фасад церкви имеет строгий вид «классицизирующего» римского барокко, выстроенный согласно традиционной симметричной схеме: два яруса, трёхчастное деление нижнего со сдвоенными пилястрами, простой, но раскрепованный антаблемент и волюты по сторонам верхнего яруса, увенчанного треугольным фронтоном. В центре верхнего яруса расположено большое окно.
Внутри церковь имеет один неф, заканчивающийся апсидой, и по три капеллы с каждой стороны. В главном алтаре церковь хранит икону XVI века с изображением Мадонны дель Гонфалоне (считается репликой знаменитой иконы «Salus Populi Romani» из церкви Санта-Мария-Маджоре несмотря на различия в деталях) и деревянное Распятие XVI века. Во время реставраций 1863—1866 годов Франческо Адзурри создал новый цилиндрический свод и расширил количество боковых капелл. Чезаре Мариани написал три фрески: «Видение святого Бонавентуры», «Папа Сикст V благословляет выкупленных берберских рабов» и «Клятва Джованни Черроне, префекта Рима». Эти сюжеты отражают благотворительную деятельность братства.